# Eyengui, el Dios del Sueño
Eyengui, el Dios del Sueño és un pel·lícula documental espanyola de 2003 dirigida per José Manuel Novoa, rodada a les selves de Camerun i protagonitzat per una tribu nòmada, els pigmeus bakà. Coproduït per Explora Films i El Deseo, la productora de Pedro Almodóvar i el seu germà Agustín.

## Sinopsi
En el cor de la selva africana un grup de pigmeus baká s'enfronta a la destrucció del seu món. Els baká mai han sortit de l'espessor; només coneixen la selva, a la qual denominen Eyengui, que vol dir déu; déu i la selva són la mateixa entitat. La tala indiscriminada d'arbres per part de les fusteres està acabant amb l'hàbitat d'aquests pigmeus. La caça s'ha retirat, sorgeixen malalties i cosa que és més greu, els homes han deixat de somiar. Ara no tenen comunicació amb el més enllà, amb Eyengui, amb el seu Déu, amb la selva. Una aventura fascinant comença enfrontant el món modern amb el neolític, la suposada civilització amb una cultura mil·lenària, l'amor per la naturalesa amb la cobdícia de l'home blanc. Per als baká la meta és recuperar al seu déu: Eyengui.

## Premis i nominacions
Als XVIII Premis Goya fou candidata al Goya a la millor música original.